# Плодио
Плодио (итал. Plodio) — коммуна в Италии, располагается в регионе Лигурия, в провинции Савона.
Население составляет 616 человек (2008 г.), плотность населения составляет 75 чел./км². Занимает площадь 8 км². Почтовый индекс — 17043. Телефонный код — 019.
Покровительницей коммуны почитается святая Анна, празднование 26 июля.

## Демография
Динамика населения:

## Администрация коммуны
- Официальный сайт: